# Wiktor Wassiljewitsch Talalichin

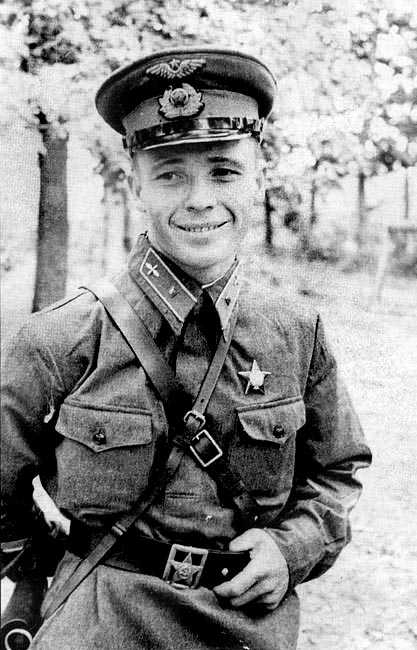
Wiktor Wassiljewitsch Talalichin (1940 oder 1941)

Wiktor Wassiljewitsch Talalichin (russisch Виктор Васильевич Талалихин; * 18. September 1918 in Teplowka bei Saratow; † 27. Oktober 1941 bei Podolsk) war ein sowjetischer Jagdflieger.

## Leben
Talalichin trat 1937 in die Rote Armee ein und absolvierte 1939 die Militärfliegerschule in Borissoglebsk. Im gleichen Jahr wurde er zum Unterleutnant befördert. Er nahm am sowjetisch-finnischen Winterkrieg von 1939/40 teil und absolvierte 47 Gefechtsflüge, für die er mit dem Orden des Roten Sterns ausgezeichnet wurde. Während des deutschen Überfalls auf die Sowjetunion war Talalichin Kettenkommandeur im 177. Jagdfliegerregiment der sowjetischen Luftverteidigungsstreitkräfte, stieg aber bald zum stellvertretenden Staffelführer auf. Bekannt wurde er, als er in der Nacht vom 6. auf den 7. August 1941 als erster Pilot im Großen Vaterländischen Krieg ein gegnerisches Flugzeug bei Nacht rammte. Talalichin war bei einem der Luftangriffe auf Moskau zur Verteidigung eingesetzt und mit einer I-16 gestartet, um einen anfliegenden He-111-Bomberverband abzufangen. In 4500 Meter Höhe machte er eine He 111 aus, verschoss aber bei sechs Anflügen seine gesamte Munition, wobei er durch das gegnerische Abwehrfeuer am rechten Arm verwundet wurde. Anschließend brachte er den Bomber durch Rammen zum Absturz und sprang aus seiner nicht mehr manövrierfähigen Maschine ab. Nach etwa 800 Metern freien Falls betätigte er den Fallschirm.
Die Heldentat wurde propagandistisch ausgeschlachtet und Talalichin erhielt dafür am 8. August 1941 den Titel Held der Sowjetunion. In der nächsten Zeit flog er weiterhin Einsätze zur Verteidigung Moskaus und konnte fünf weitere Flugzeuge abschießen. Talalichin kam am 27. Oktober bei einem Luftkampf ums Leben und wurde auf dem Moskauer Nowodewitschi-Friedhof neben Iwan Panfilow und Lew Dowator beigesetzt. Insgesamt führte Talalichin 107 Feindflüge (47 während des Winterkriegs und 60 während des Deutsch-Sowjetischen Kriegs) durch und errang 10 Luftsiege (4 im Winterkrieg und 6 im Deutsch-Sowjetischen Krieg).
1960 wurde in seinem Geburtsort ein Denkmal für ihn errichtet.